# 欧拉计划
欧拉计划（Project Euler）是一个解题网站，站内提供了一系列数学题供用户解答，解题的用户主要是对数学和计算机编程感兴趣的成年人及学生。其主旨为鼓励、挑战和培养爱好数学的人的技能和乐趣。目前该站包含了七百多道不同难度的数学题。每一题都可以通过计算机程序在1分钟内求出结果。该网站自2001年起定期增加新的题目，每题都有对应的讨论区，只有注册用户在正确提交了这题的答案后才能进入。 网站设立了6个排行榜，其中的欧拉人（Eulerians）排行榜的分数需要最新题目的前50位解答者才能获得。欧拉计划不希望在站外分享题目的答案。

## 例题与解答
欧拉计划的第一题是：
列举出10以下所有3或5的倍数，我们得到 3, 5, 6 和 9。他们的和是23。

求1000以下所有3或5的倍数之和。

虽然这题比欧拉计划大多数题目要容易的多，我们仍然可以用它来分析不同解题方法的效率。
用 {\displaystyle O{\bigl (}n{\bigr )}} 的穷举法来测试1000以下的所有符合条件的自然数，再将它们相加就能得到这题的结果。这很容易实现，用以下两种不同的编程语言都能用很快求解出答案。
Python：
```
print
(
sum
(
i
 
for
 
i
 
in
 
range
(
1000
)
 
if
 
i
%
3
 
==
 
0
 
or
 
i
%
5
 
==
 
0
))

```

C++：
```
#include
 
<iostream>

using
 
namespace
 
std
;

int
 
main
(
 
)
 
{

  
int
 
sum
 
=
 
0
;

  
for
 
(
int
 
i
 
=
 
0
;
 
i
 
<
 
1000
;
 
i
++
)

    
if
 
(
 
i
 
%
 
3
 
==
 
0
 
||
 
i
 
%
 
5
 
==
 
0
 
)

      
sum
 
+=
 
i
;

  
cout
 
<<
 
sum
 
<<
 
endl
;

  
return
 
0
;

}

```

但如果用容斥原理进行求和，就可以减少1000多次运算，获得 {\displaystyle O{\bigl (}1{\bigr )}} 的时间复杂度。
{\displaystyle sum(n)=\sum _{i=1}^{\lfloor {\frac {n}{3}}\rfloor }3i+\sum _{i=1}^{\lfloor {\frac {n}{5}}\rfloor }5i-\sum _{i=1}^{\lfloor {\frac {n}{15}}\rfloor }15i}
{\displaystyle \sum _{i=1}^{n}ki=k{\frac {(n)(n+1)}{2}}}
Python 实现：
```
def
 
sum1toN
(
n
):

   
return
 
n
 
*
 
(
n
 
+
 
1
)
 
/
 
2

def
 
sumMultiples
(
limit
,
 
a
):

   
return
 
sum1toN
((
limit
 
-
 
1
)
 
/
 
a
)
 
*
 
a

sumMultiples
(
1000
,
 
3
)
 
+
 
sumMultiples
(
1000
,
 
5
)
 
-
 
sumMultiples
(
1000
,
 
15
)

```

采用这种方法，计算10,000,000以下或1000以下所花费的时间是相等的。